# 熊本比奈
熊本 比奈（くまもと ひな、1995年12月2日 - ）は、日本の元女子バレーボール選手である。

## 来歴
福岡県朝倉市出身。朝倉市立甘木小学校、朝倉市立甘木中学校を卒業後、2011年に東九州龍谷高校へ進学。2年次からエースに抜擢されると3年次には主将を務め、春高バレーでは準優勝を果たし、優秀選手賞を受賞した。
2014年1月、トヨタ車体クインシーズ（現・クインシーズ刈谷）の内定選手となる。同年5月の第63回黒鷲旗でデビューし優勝を果たした。2015年10月24日のデンソー戦で途中出場を果たしVリーグデビュー。
2015/16シーズンをもってトヨタ車体を退団し、VチャレンジリーグIIのブレス浜松に移籍した。
2021年3月31日、ブレス浜松を退団。その後、新たにV.LEAGUE入りを目指す地元チームであるKANOA福岡（現・カノアラウレアーズ福岡）に移籍した。
2023年5月、起業してうなぎ屋をオープンすると自身のInstagramで発表した。現役もそのまま続行し、社長兼Vリーガーとなる。
2024年1月26日、2023-24シーズンをもって現役引退すると発表された。引退後はうなぎ屋社長業を務めながらカノアのGMとして活動する。
2025年6月、カノアからの退団が発表された。同年春からは福岡女学院高等学校バレーボール部のコーチを務める。

## 実業家としての活動
2023年5月、株式会社MIRAiを起業してうなぎ屋をオープンすると自身のInstagramで発表。6月5日にMIRAiを設立した。店名は「加乃福うなぎ」で、カノアラウレアーズのマスコットキャラクター「カノ福」から来ている。もともと同チームの部長・森裕介が計画していた事業であったが、熊本が引き受けた。
同年8-9月、MIRAiはクラウドファンディングを行い、目標金額の300万円を超え、436万円余りの支援を受けた。
2025年のカノア退団時に株式会社MIRAiから退き、加乃福うなぎを閉店。

## 所属チーム
- 朝倉市立甘木小学校（2002-2008年）
- 朝倉市立甘木中学校（2008-2011年）
- 東九州龍谷高校（2011-2014年）
- トヨタ車体クインシーズ（2014-2016年）
- ブレス浜松（2016-2021年） #1
- カノアラウレアーズ福岡（2021-2024年） #11

## 個人成績
Vプレミアリーグレギュラーラウンドにおける個人成績は下記の通り。
| シーズン | 所属       | 出場 | 出場   | アタック | アタック | アタック | アタック | ブロック | ブロック | サーブ | サーブ | サーブ | サーブ | レセプション | レセプション | 総得点 | 備考 |
| -------- | ---------- | ---- | ------ | -------- | -------- | -------- | -------- | -------- | -------- | ------ | ------ | ------ | ------ | ------------ | ------------ | ------ | ---- |
| シーズン | 所属       | 試合 | セット | 打数     | 得点     | 決定率   | 効果率   | 決定     | /set     | 打数   | エース | 得点率 | 効果率 | 受数         | 成功率       | 総得点 | 備考 |
| 2014/15  | トヨタ車体 | 2    | 0      | 0        | 0        | 0.0%     | %        | 0        | 0.00     | 0      | 0      | 0.00%  | 0.0%   | 0            | 0.0%         | 0      |      |
| 2015/16  | トヨタ車体 | 21   | 20     | 61       | 24       | 39.3%    | %        | 2        | 0.10     | 40     | 0      | 0.00%  | 7.5%   | 106          | 42.5%        | 26     |      |